# Grafschaft Kriechingen
Die Grafschaft Kriechingen (französisch comté de Créhange) ist benannt nach Burg und Ort Kriechingen (Créhange/Moselle) südwestlich von Saint-Avold (Sankt Avold) in Lothringen. Heute gehört das Gebiet der Grafschaft überwiegend zum Département Moselle; weiterer ehemaliger Besitz liegt im heutigen Luxemburg, Saarland und Rheinland-Pfalz.

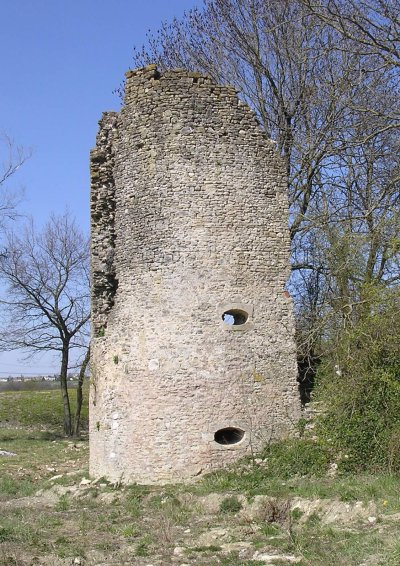
Burgruine Kriechingen

Die Herren von Kriechingen waren im 12. Jahrhundert Lehnsmannen der Herren von Vinstingen und der Herzöge von Lothringen. Sie wurden von den Herren von Dorsweiler beerbt, die sich seitdem nach Kriechingen benannten. Durch Heiraten erlangten sie einen ansehnlichen Besitz, vor allem durch die Ehe Johanns († 1531) mit Irmgard von Rollingen. Unter den Söhnen Johanns wurde der Besitz geteilt. Georg begründete die calvinistische Linie Kriechingen-Püttlingen-Bacourt (bis 1681), Wirich die katholische Linie Kriechingen-Homburg-Bruchkastel (bis 1697). Im 17. Jahrhundert gehörten den Kriechingern die Herrschaften Dorsweiler und Helflingen, Anteile der Herrschaften Püttlingen, Saarwellingen, Mengen, Forbach, Rollingen und Warsberg, die Herrschaft Bacourt, die Hälfte der Herrschaft Arloncourt, Anteile an der Herrschaft Fels, an der Ganerbschaft Dagstuhl (bis 1624), an der Herrschaft Lösnich, an den Herrschaften Bruchkastel, Falkenberg usw.
Im Jahre 1617 wurde Peter Ernst aus der katholischen Linie durch Kaiser Matthias zum Reichsgraf erhoben und die Herrschaft zur Reichsgrafschaft im Oberrheinischen Kreis. Aus der 1637 geschlossenen Ehe des Freiherrn Albrecht Ludwig zu Kriechingen und Püttlingen aus der calvinistischen Linie mit der Wild- und Rheingräfin Agathe stammte die Erbtochter Anna Dorothea († 20. Mai 1705), die 1665 den Grafen Edzard Ferdinand von Ostfriesland (1636–1668) heiratete. Nach dem Tod ihres Sohnes Friedrich Ulrich (1667–1710) fiel die Grafschaft an dessen Erbtochter Christine Louise (1710–1732) und durch ihre Heirat im Jahr 1726 mit dem Grafen Johann Ludwig zu Wied-Runkel (1705–1762) ging die Grafschaft an die Grafen von Wied-Runkel.
Im Jahr 1766 gab das Königreich Frankreich nach der Annexion Lothringens die Lehnshoheit über Kriechingen und Püttlingen an Nassau-Saarbrücken zurück, während die von Rollingen, als einem lothringischen Erblehen, bei Frankreich blieb. Das Herrschaftsgebiet umfasste rund 100 km² mit ca. 4000 Einwohnern. Die Grafschaft blieb bis zur Französischen Revolution deutsches Reichsland. Während der Revolution wurde die Grafschaft 1793 von Frankreich durch Beschluss des Nationalkonvents annektiert.
Durch den Frankfurter Frieden vom 10. Mai 1871 kam das Gebiet an das deutsche Reichsland Elsaß-Lothringen und wurde Teil des Kreises Bolchen im Deutschen Reich. 1919 musste das Gebiet aufgrund der Bestimmungen des Versailler Vertrags größtenteils an Frankreich abgetreten werden.

## Umfang
Im 18. Jahrhundert gehörten zur wied-runkelschen Grafschaft Kriechingen:
- Unter deutscher Hoheit: Steinbiedersdorf, der vierte Teil von Tettingen, Folschweiler, Lellingen, Alling (heute zu Folschviller), Biedingen, Momersdorf, Niederwiesen, Dentingen und Saarwellingen
- Unter französischer Hoheit: Die Meiereien Lanningen und Fremersdorf, Schloss Helflingen (frz. château d'Helfedange), Grundherrschaft Voimhaut, Erbvogtei Herrschaft Remilly, Freiherrschaft Rollingen, Hofgerichtsbarkeit Münzingen

## Belege
1. ↑  Kriechingen Johann V. von in der Datenbank Saarland Biografien
2. ↑  Kriechingen Georg I. von in der Datenbank Saarland Biografien
3. ↑  Kriechingen Wirich von in der Datenbank Saarland Biografien
4. ↑  Kriechingen Peter Ernst von in der Datenbank Saarland Biografien
5. ↑  Ostfriesland Anna Dorothea von in der Datenbank Saarland Biografien
6. ↑  Ostfriesland Friedrich Ulrich von in der Datenbank Saarland Biografien
7. ↑  Ostfriesland Christiane Luise von in der Datenbank Saarland Biografien
8. ↑  Heinrich Leo: Die Territorien des deutschen Reiches im Mittelalter seit dem 13ten Jahrhundert. Erster Band, Eduard Anton, Halle 1865, S. 751 (google.books.de).
9. ↑  Adolph Franz: Der deutsche Krieg von 1870 und 1871 gegen den Erbfeind. Beck, Berlin 1871 (Google Books).
10. ↑  Maximilian du Prel: Die Deutsche Verwaltung in Elsass-Lothringen 1870-1879. Denkschrift mit Benutzung amtlicher Quellen. Karl J. Trübner, Straßburg 1879, S. 10 (Google Books).
11. ↑  Wilhelm von der Nahmer: Handbuch des Rheinischen Particular-Rechts, Band 3, Frankfurt am Main 1832, S. 586